# ホグス
ホグス（The Hogs）とは、NFLのワシントン・レッドスキンズ1980年代から1990年代初めにかけてのオフェンスラインマンのニックネームである。スクリメージラインを支配した彼らはジョー・ギブスヘッドコーチの下でレッドスキンズが3度のスーパーボウルを制覇するのに大きく貢献した。

## 歴史
ホグスは当時のオフェンスラインコーチのジョー・ビューゲルが1982年のトレーニングキャンプで用いた用語だった。
センターのジェフ・ボスティック、ガードのラス・グリム、マーク・メイ、タックルのジョー・ジャコビー、ジョージ・スターク、タイトエンドのドン・ウォレン、リック・ウォーカーがオリジナルのメンバーである。スタークはチームがスーパーボウルで初優勝した後、1984年にチームを離れたが大部分のメンバーは1990年代初めまでチームに在籍した。
1982年のオフェンスラインは平均273ポンドだった。このメンバーには6フィート7インチで300ポンドの巨漢だったジャコビーを含んでいない。
ホグスはランニングバックのジョン・リギンズやクォーターバックのジョー・サイズマンの攻撃を助け翌1983年の第17回スーパーボウルを制覇するのに貢献した。1984年の第18回スーパーボウルでロサンゼルス・レイダースに9-38で敗れた後、スタークとリギンズが引退した。サイズマンも1985年11月18日のマンデーナイトフットボールのニューヨーク・ジャイアンツ戦でローレンス・テイラーにサックされた時に受けた怪我が原因でその年引退した。しかしレッドスキンズは1985年のドラフトでテネシー大学のガード、ローリー・マッケンジー、1989年のドラフトではアイダホ大学のガード、マーク・シュレーレスが加わり、1988年のシーズン中にはプロボウルに選ばれたことのあるタックルのジム・ラシェイをレイダースから獲得した。彼らの活躍もあり、レッドスキンズは1988年の第22回スーパーボウル、1992年の第26回スーパーボウルを制覇した。（第26回スーパーボウルにいたるまでの1991年レギュラーシーズン16試合、プレーオフ2試合で彼らは相手ディフェンスに9サックしか許さなかった。）